# خوان پورتلا
خوان پورتلا (انگلیسی: Juan Portela؛ زادهٔ ۲۲ اکتبر ۱۹۸۴) بازیکن فوتبال اهل اسپانیا است.
از باشگاه‌هایی که در آن بازی کرده‌است می‌توان به باشگاه فوتبال خرز اشاره کرد.